# 哈拉蘭博斯·科斯圖拉斯
哈拉蘭博斯·科斯圖拉斯（希臘語：Χαράλαμπος Κωστούλας；2007年5月30日—），希臘足球運動員，司職前鋒，現效力於英超布萊頓。

## 職業生涯

### 奧林匹亞科斯
科斯圖拉斯於Agia Anna Volos開始其職業生涯，後於2019年加盟奧林匹亞科斯。他在球隊中進步神速，尤其是在2021—22年賽季，他總共出場15次，攻入16球，贏得15歲以下賽事冠軍。2022年9月，他和俱樂部簽下第一份職業合同。
2023年1月24日，科斯圖拉斯首次代表奧林匹亞科斯二隊出戰，在希臘足球超級聯賽2以4-0戰勝伊羅多托斯的比賽中替補揚尼斯·卡拉庫蒂斯出場，打破基里亞科斯·帕帕多普洛斯的紀錄並成為該俱樂部史上最年輕的職業球員。

### 布萊頓
2025年6月12日，科斯圖拉斯以3500萬歐元的價格加盟英超布萊頓，合同為期五年。

## 國家隊生涯
科斯圖拉斯曾代表希臘參加U21的國際比賽。

## 個人生活
科斯圖拉斯出身足球世家，乃前希臘國家隊成員阿薩納西奧斯·科斯圖拉斯之子，他的兄弟康斯坦丁諾斯目前被租借至阿維河。

## 生涯總計
最後更新：2025年2月6日
| 奧林匹亞科斯 | 2024—25年賽季 | 希臘超   | 22 | 7 | 5 | 0 | — | — | 8 | 0 | 35 | 7 |
| 生涯總計     | 生涯總計      | 生涯總計 | 22 | 7 | 5 | 0 | 0 | 0 | 8 | 0 | 35 | 7 |

1. ↑  包括希臘足球盃
2. ↑  登場於歐聯

## 個人榮譽
奧林匹亞科斯青年隊
- 歐洲青年聯賽：2023—24年

奧林匹亞科斯
- 希臘足球超級聯賽：2024—25年（英语：2024–25 Super League Greece）
- 希臘足球盃：2024—25年（英语：2024–25 Greek Football Cup）

個人榮譽
- 希臘超級聯賽25之賽季最佳年輕球員（英语：Greek_football_PSAP_awards#Super_League_2_Awards）：2023—24年（英语：2023–24 Super League Greece 2）
- 希臘足球超級聯賽當月最佳球員：2024年12月（英语：2024–25 Super League Greece）[9]

## 外部連結
- Soccerway資料庫：哈拉蘭博斯·科斯圖拉斯